# Grande Prêmio da África do Sul de 1992
Resultados do Grande Prêmio da África do Sul de Fórmula 1 realizado em Kyalami em 1º de março de 1992. Primeira etapa da temporada, teve como vencedor o britânico Nigel Mansell, que subiu ao pódio junto a Riccardo Patrese numa dobradinha da Williams-Renault, com Ayrton Senna em terceiro pela McLaren-Honda.

## Resumo

### Kyalami ontem e hoje
Para esta edição do Grande Prêmio da África do Sul aproveitaram uma pequena parte do antigo traçado de Kyalami integrando-a a um novo circuito com 4.261 metros de extensão, sendo que em 1985 a prova sul-africana transcorreu sob estado de emergência decretado pelo presidente P. W. Botha numa época marcada pelo apartheid. Alias, oito dos vinte e um pilotos presentes à pista naquele dia continuam em atividade na temporada de 1992: Ayrton Senna e Gerhard Berger defendem a McLaren enquanto Nigel Mansell e Riccardo Patrese fazem o mesmo pela Williams. A estes somaram-se desportistas experientes como Martin Brundle, Michele Alboreto, Pierluigi Martini e Thierry Boutsen.
Durante os treinos classificatórios o único a correr abaixo de um minuto e dezesseis foi o britânico Nigel Mansell ao volante de uma Williams FW14 com suspensão ativa, recurso desenvolvido desde o ano passado. Extraindo o máximo do equipamento, Ayrton Senna levou seu McLaren MP4/6B ao segundo lugar, embora a diferença de oito décimos ante a pole position de Mansell mostrasse que, embora tenha levado o piloto brasileiro ao tricampeonato, o bólido concebido por Neil Oatley não era mais competitivo. A segunda fila do grid também foi dividida entre McLaren e Williams, com  Gerhard Berger à frente de Riccardo Patrese. 
Neste regresso da Fórmula 1 à África do Sul os estreantes Christian Fittipaldi e Ukyo Katayama classificaram-se para a corrida enquanto os também novatos Paul Belmondo, Andrea Chiesa e Giovanna Amati (quinta mulher a guiar um carro na categoria) ficaram pelo caminho.
Por outro lado a equipe Andrea Moda não pôde correr, pois embora tenha participado do treino de reconhecimento na quinta-feira (a pista revisada de Kyalami era nova no calendário), foi excluída da prova. Andrea Sassetti, dono da escuderia, acreditava que mesma não pagaria a taxa de US$ 100.000 para novas equipes alegando os precedentes de Footwork (aliás equipada com o estreante motor Mugen/Honda para 1992) e Fondmetal ao comprarem Arrows e Osella, respectivamente. Contudo as autoridades desportivas entenderam que Sassetti comprou os bólidos da Coloni, não sua inscrição para a disputa do campeonato.

### Mais uma vez Mansell
Nigel Mansell manteve o primeiro lugar no momento da largada e contou com uma boa largada de Riccardo Patrese que assegurou uma dobradinha da Williams e jogou Ayrton Senna para terceiro adiante de Jean Alesi (Ferrari), Michael Schumacher (Benetton) e Gerhard Berger (companheiro de Senna na McLaren). Escoltado por seu companheiro de equipe, o "Red Five" cravou três segundos de vantagem sobre o pelotão em igual número de voltas, marcando sempre os melhores tempos. Enquanto o "leão" ponteava a corrida sem maiores dificuldades, os demais foram se acomodando com relativa distância entre os carros, mas nesse ínterim Patrese e Senna distanciaram-se do quarto colocado e conforme os dois encontravam retardatários pelo caminho, a diferença em prol do italiano caiu abaixo de dois segundos à altura da quadragésima volta, quando Alesi abandonou por quebra de motor. Tal fato permitiu a ascensão de Johnny Herbert (Lotus) ao sexto lugar.
Sem sofrer qualquer ameaça, Nigel Mansell assinalou a volta mais rápida a dois giros do final e cruzou a linha de chegada em primeiro lugar com quase 25 segundos sobre Riccardo Patrese, cuja experiência e melhor equipamento o colocaram mais de dez segundos à frente de Ayrton Senna enquanto Michael Schumacher, Gerhard Berger e Johnny Herbert completaram a zona de pontuação. Tal como em 1985, a Williams levou Mansell à vitória, fez dobradinha e deixou uma McLaren em terceiro.

## Classificação da prova

### Treinos
| Pos.    | Nº | Piloto               | Construtor           | Q1       | Q2       | Dif.    |
| ------- | -- | -------------------- | -------------------- | -------- | -------- | ------- |
| 1       | 5  | Nigel Mansell        | Williams-Renault     | 1:15.576 | 1:15.486 | —       |
| 2       | 1  | Ayrton Senna         | McLaren-Honda        | 1:16.815 | 1:16.227 | + 0.741 |
| 3       | 2  | Gerhard Berger       | McLaren-Honda        | 1:16.672 | 1:16.877 | + 1.186 |
| 4       | 6  | Riccardo Patrese     | Williams-Renault     | 1:17.571 | 1:16.989 | + 1.503 |
| 5       | 27 | Jean Alesi           | Ferrari              | 1:18.388 | 1:17.208 | + 1.722 |
| 6       | 19 | Michael Schumacher   | Benetton-Ford        | 1:18.251 | 1:17.635 | + 2.149 |
| 7       | 16 | Karl Wendlinger      | March-Ilmor          | 1:18.880 | 1:18.115 | + 2.629 |
| 8       | 20 | Martin Brundle       | Benetton-Ford        | 1:19.885 | 1:18.327 | + 2.841 |
| 9       | 28 | Ivan Capelli         | Ferrari              | 1:19.039 | 1:18.387 | + 2.901 |
| 10      | 4  | Andrea de Cesaris    | Tyrrell-Ilmor        | 1:18.544 | 1:18.907 | + 3.058 |
| 11      | 12 | Johnny Herbert       | Lotus-Ford           | 1:19.362 | 1:18.626 | + 3.140 |
| 12      | 3  | Olivier Grouillard   | Tyrrell-Ilmor        | 1:19.473 | 1:18.749 | + 3.263 |
| 13      | 26 | Erik Comas           | Ligier-Renault       | 1:19.970 | 1:19.200 | + 3.714 |
| 14      | 25 | Thierry Boutsen      | Ligier-Renault       | 1:19.506 | 1:19.296 | + 3.810 |
| 15      | 15 | Gabriele Tarquini    | Fondmetal-Ford       | 1:19.577 | 1:19.305 | + 3.819 |
| 16      | 10 | Aguri Suzuki         | Footwork-Mugen/Honda | 1:19.532 | 1:20.285 | + 4.046 |
| 17      | 9  | Michele Alboreto     | Footwork-Mugen/Honda | 1:19.571 | 1:19.643 | + 4.085 |
| 18      | 30 | Ukyo Katayama        | Venturi-Lamborghini  | 1:22.129 | 1:19.621 | + 4.135 |
| 19      | 24 | Gianni Morbidelli    | Minardi-Lamborghini  | 1:21.027 | 1:19.636 | + 4.150 |
| 20      | 23 | Christian Fittipaldi | Minardi-Lamborghini  | 1:20.111 | 1:19.641 | + 4.155 |
| 21      | 11 | Mika Häkkinen        | Lotus-Ford           | 1:19.672 | 1:19.931 | + 4.186 |
| 22      | 29 | Bertrand Gachot      | Venturi-Lamborghini  | 1:21.477 | 1:20.039 | + 4.553 |
| 23      | 33 | Maurício Gugelmin    | Jordan-Yamaha        | 1:20.120 | 1:20.216 | + 4.634 |
| 24      | 21 | J. J. Lehto          | Dallara-Ferrari      | 1:20.571 | 1:20.126 | + 4.640 |
| 25      | 22 | Pierluigi Martini    | Dallara-Ferrari      | 1:21.134 | 1:20.203 | + 4.717 |
| 26      | 7  | Eric van de Poele    | Brabham-Judd         | 1:21.648 | 1:20.488 | + 5.002 |
| 27      | 17 | Paul Belmondo        | March-Ilmor          | 1:22.022 | 1:20.580 | + 5.094 |
| 28      | 14 | Andrea Chiesa        | Fondmetal-Ford       | 1:22.170 | 1:21.209 | + 5.723 |
| 29      | 32 | Stefano Modena       | Jordan-Yamaha        | 1:22.020 | 1:21.494 | + 6.008 |
| 30      | 8  | Giovanna Amati       | Brabham-Judd         | 1:25.942 | 1:24.405 | + 8.919 |
| Fontes: |    |                      |                      |          |          |         |

### Corrida
| Pos.    | Nº | Piloto               | Construtor           | Voltas             | Tempo/Diferença    | Grid               | Pontos             |
| ------- | -- | -------------------- | -------------------- | ------------------ | ------------------ | ------------------ | ------------------ |
| 1       | 5  | Nigel Mansell        | Williams-Renault     | 72                 | 1:36:45.320        | 1                  | 10                 |
| 2       | 6  | Riccardo Patrese     | Williams-Renault     | 72                 | + 24.360           | 4                  | 6                  |
| 3       | 1  | Ayrton Senna         | McLaren-Honda        | 72                 | + 34.675           | 2                  | 4                  |
| 4       | 19 | Michael Schumacher   | Benetton-Ford        | 72                 | + 47.863           | 6                  | 3                  |
| 5       | 2  | Gerhard Berger       | McLaren-Honda        | 72                 | + 1'13.634         | 3                  | 2                  |
| 6       | 12 | Johnny Herbert       | Lotus-Ford           | 71                 | + 1 volta          | 11                 | 1                  |
| 7       | 26 | Erik Comas           | Ligier-Renault       | 71                 | + 1 volta          | 13                 |                    |
| 8       | 10 | Aguri Suzuki         | Footwork-Mugen/Honda | 70                 | + 2 voltas         | 16                 |                    |
| 9       | 11 | Mika Häkkinen        | Lotus-Ford           | 70                 | + 2 voltas         | 21                 |                    |
| 10      | 9  | Michele Alboreto     | Footwork-Mugen/Honda | 70                 | + 2 voltas         | 17                 |                    |
| 11      | 33 | Maurício Gugelmin    | Jordan-Yamaha        | 70                 | + 2 voltas         | 23                 |                    |
| 12      | 30 | Ukyo Katayama        | Venturi-Lamborghini  | 68                 | + 4 voltas         | 18                 |                    |
| 13      | 7  | Eric van de Poele    | Brabham-Judd         | 68                 | + 4 voltas         | 26                 |                    |
| Ret     | 3  | Olivier Grouillard   | Tyrrell-Ilmor        | 62                 | Motor              | 12                 |                    |
| Ret     | 25 | Thierry Boutsen      | Ligier-Renault       | 60                 | Alimentação        | 14                 |                    |
| Ret     | 22 | Pierluigi Martini    | Dallara-Ferrari      | 56                 | Embreagem          | 25                 |                    |
| Ret     | 24 | Gianni Morbidelli    | Minardi-Lamborghini  | 55                 | Motor              | 24                 |                    |
| Ret     | 21 | J.J. Lehto           | Dallara-Ferrari      | 46                 | Câmbio             | 24                 |                    |
| Ret     | 23 | Christian Fittipaldi | Minardi-Lamborghini  | 43                 | Alternador         | 20                 |                    |
| Ret     | 4  | Andrea de Cesaris    | Tyrrell-Ilmor        | 41                 | Motor              | 10                 |                    |
| Ret     | 27 | Jean Alesi           | Ferrari              | 40                 | Motor              | 5                  |                    |
| Ret     | 28 | Ivan Capelli         | Ferrari              | 28                 | Motor              | 9                  |                    |
| Ret     | 15 | Gabriele Tarquini    | Fondmetal-Ford       | 23                 | Motor              | 15                 |                    |
| Ret     | 16 | Karl Wendlinger      | March-Ilmor          | 13                 | Superaquecimento   | 7                  |                    |
| Ret     | 29 | Bertrand Gachot      | Venturi-Lamborghini  | 8                  | Direção            | 22                 |                    |
| Ret     | 20 | Martin Brundle       | Benetton-Ford        | 1                  | Embreagem          | 8                  |                    |
| DNQ     | 17 | Paul Belmondo        | March-Ilmor          | Não qualificado    | Não qualificado    | Não qualificado    | Não qualificado    |
| DNQ     | 14 | Andrea Chiesa        | Fondmetal-Ford       | Não qualificado    | Não qualificado    | Não qualificado    | Não qualificado    |
| DNQ     | 32 | Stefano Modena       | Jordan-Yamaha        | Não qualificado    | Não qualificado    | Não qualificado    | Não qualificado    |
| DNQ     | 8  | Giovanna Amati       | Brabham-Judd         | Não qualificada    | Não qualificada    | Não qualificada    | Não qualificada    |
| EXC     | 34 | Alex Caffi           | Andrea Moda-Judd     | Inscrição recusada | Inscrição recusada | Inscrição recusada | Inscrição recusada |
| EXC     | 35 | Enrico Bertaggia     | Andrea Moda-Judd     | Inscrição recusada | Inscrição recusada | Inscrição recusada | Inscrição recusada |
| Fontes: |    |                      |                      |                    |                    |                    |                    |

## Tabela do campeonato após a corrida
| Pos.    | Piloto             | Pontos |
| ------- | ------------------ | ------ |
| 1       | Nigel Mansell      | 10     |
| 2       | Riccardo Patrese   | 6      |
| 3       | Ayrton Senna       | 4      |
| 4       | Michael Schumacher | 3      |
| 5       | Gerhard Berger     | 2      |
| Fontes: |                    |        |

| Pos.    | Equipe           | Pontos |
| ------- | ---------------- | ------ |
| 1       | Williams-Renault | 16     |
| 2       | McLaren-Honda    | 6      |
| 3       | Benetton-Ford    | 3      |
| 4       | Lotus-Ford       | 1      |
| Fontes: |                  |        |

- Nota: Somente as primeiras cinco posições estão listadas.